# Тищенко, Николай Николаевич
Никола́й Никола́евич Ти́щенко (укр. Микола Миколайович Тищенко; род. 17 мая 1972, Киев) — украинский ресторатор и телеведущий, Народный депутат Украины IX созыва. Тищенко — кум главы Офиса президента Украины Андрея Ермака. Также сообщается, что в юности Тищенко был бригадиром ОПГ «Савлохи», которую возглавлял Борис Савлохов. Известен  под кличкой «Коля Оболонский».
Президент и владелец группы компаний сети ресторанов «Наша карта» («Велюр», «Ришельё», «Сейф», «ТургенеФ», «Улей», суши-бар «Пушистый», «Olmeca Plage», «Три вилки»), основанной в 2007 году. 

## Биография
Родился 17 мая 1972 года в Киеве, учился в специализированной школе № 194 «Перспектива», окончил Киевский инженерно-строительный институт по специальности инженер-механик, прошёл полный курс военной кафедры, где ему было присвоено звание лейтенант.
Участвовал в телепроектах:
- «Игры патриотов»;
- «Форт Бойяр»;
- «Властелин горы»;
- «Битва украинских городов», в котором возглавил команду города Киева, (март 2010 года, телеканал «Интер»);
- «МастерШеф», на «СТБ», входил в состав жюри;
- «МастерШеф-2», на «СТБ», входит в состав жюри;
- «МастерШеф-3», на «СТБ», входит в состав жюри;
- «МастерШеф-4», на «СТБ», входит в состав жюри;
- «Танцы со звездами», на 1+1, 2018.

В апреле 2016 года Тищенко покинул «МастерШеф» после 6 лет эфиров.
С 2017 года становится ведущим программы «Ревизор» на Новом канале.

## Бизнес Николая Тищенко
Николай Тищенко свой первый бизнес начал с открытия сети обувных магазинов, где продавалась обувь итальянских и европейских брендов. Его обувные бутики «Евромода» и «Студио Мода».
С начала 2000-х Николай Тищенко организовал ресторанный бизнес. Впоследствии он создал клубную карту, которая объединила все его заведения в сеть под названием «Мировая Карта». В сеть вошли такие уже популярные и известные к тому времени киевские рестораны как — лаунж-караоке-ресторан «Сейф», «Вулик», «Велюр», «Ришельё» и суши-бар «Пушистый».
В 2017 году Тищенко расширяет свою сеть ресторанов, и добавляет к ней три новых заведения — ресторан «ТургенеФ», ресторан «Три вилки», пляжный комплекс «Olmeca Plage». А «Мировая карта» меняет свое название на более приемлемое «Наша карта».
Позже, к сети «Наша карта» добавляются ещё три новых заведения — первый ресторан быстрого питания «W Lunch», ресторан высокой тайской кухни «COIN» и бар «Fahrenheit».
В 2008 году Тищенко открывает «Кулинарную школу Николая Тищенко» для того, чтобы поделится своими знаниями в области приготовления еды. Школа создаётся для того, чтобы готовить поваров, которые потом могли с успехом работать в ресторанах Киева и Украины.
Николай Тищенко, в интервью интернет-изданию LIGA.net. рассказывал:
«— Очень мало в нашем бизнесе инвесторов, которые готовы вкладывать в рестораны, как в бизнес. Многие хотят принимать активное участие в управлении заведениями».
С избранием в Верховную Раду Украины Николай Тищенко, по его словам, избавился от всех бизнес-активов и сосредоточился на политической деятельности.

## Политическая деятельность
Кандидат в народные депутаты от партии «Слуга народа» на парламентских выборах 2019 года (избирательный округ № 219, часть Святошинского района г. Киева). Генеральный директор ООО "ПКФ «РИМИД».
Народный депутат Украины IX созыва. Заместитель председателя Комитета Верховной Рады по вопросам транспорта и инфраструктуры. Сопредседатель группы по межпарламентским связям с Королевством Саудовская Аравия, сопредседатель группы по межпарламентским связям с Государством Катар.
Заместитель председателя депутатской фракции партии «Слуга народа». Председатель Киевской городской организации партии «Слуга народа».

### Скандалы
В мае 2021 года депутат получил от руководства партии выговор за нарушение введенных для предотвращения распространения коронавируса Кабинетом Министров Украины ограничений и празднования дня рождения своей жены в отеле Fairmont в центре Киева. В 2020 году карантинные ограничения неоднократно нарушались в аффилированном с депутатом ресторане «Велюр».
9 сентября 2021 года Тищенко напал на Гео Лероса в Верховной Раде Украины после критики Зеленского.
23 августа 2023 года были обнародаваны аудиозаписи, где говорится о том, что Тищенко намерен устроить рейды на все действующие нелегальные колл-центры, также получать от них долю в размере 50% от прибыли ежемесячно. Говорилось о том, что под эту операцию будет сформирован отдельный батальон из 300-400 человек и будет финансироваться государством Украины.

### Нападение на ветерана ВСУ в Днепре
20 июня 2024 года в Днепре Тищенко в сопровождении неизвестных вооруженных людей в камуфляже, а также представителя ГУНП Украины в Киеве напал на бывшего военнослужащего спецподразделения ГУР МО Украины Kraken, ветерана российско-украинской войны Дмитрия Павлова (позывной Сын), гулявшего по городу с младенцем. Неизвестные без опознавательных знаков в сопровождавших Тищенко балаклавах выхватили ребенка из рук мужчины, скрутили его в наручники и начали избивать. 
По данному инциденту было возбуждено два криминальных дела: по ч. 1 ст. 125 (преднамеренное легкое телесное повреждение) и 2 ст. 146 (незаконное лишение свободы) УК Украины.
25 июня 2024 Тищенко вручили подозрение за нанесение телесных повреждений и незаконном задержании по ч. 2 ст. 127, ч. 2 ст. 146 УК Украины. Печерский районный суд Киева избрал меру пресечения в виде 60 дней домашнего ареста с ношением электронного браслета. Тищенко подозревают в пытках и незаконном лишении свободы бывшего военнослужащего.

## Государственные награды и отличия
- 2005 — почётная грамота Верховной Рады Украины за заслуги перед украинским народом.
- 2007 — грамота Министерство по делам семьи, молодежи и спорта Украины за благотворительность.
- Участвует в благотворительных аукционах Киевской городской государственной администрации в рамках акции «Помоги конкретному человеку».
- 2008 — указом Президента Украины награждён государственным орденом Украины «За заслуги» III степени[29].

## Криминал
В 2021 году Гео Лерос рассказал, что 21 июля 1999 года в базу УБОП были внесены сведения о том, что в ходе проведения оперативно-розыскных мероприятий была выявлена организованная преступная группировка под руководством Николая Тищенко («Коля Оболонский»), которая значительную часть денежных средств получает от торговли героином.
Также Лерос заявил, что Тищенко был бригадиром ОПГ «Савлохи», одной из самых многочисленных группировок того времени, которую возглавлял Борис Савлохов. По словам нардепа, этой ОПГ принадлежал клуб «Нью-йорк», в котором «Коля Оболонский» забил ногами посетителя Вадима Чорноброва, выбив ему глаз. Генерал-лейтенант милиции Геннадий Москаль также подтвердил информацию о причастии Тищенко к ОПГ.
Также, Тищенко якобы фигурирует в двух делах касательно убийств. Одно из них — об убийстве напарника «Коли Оболонского» по банде «Савлохи» Норика Амирханяна, которое произошло прямо на Крещатике.

## Личная жизнь
- Дважды разведён, в 2016 году женился в третий раз на Алле Барановской (р. 1995)[31].
- 21 февраля 2017 года родился второй сын Давид[32].
- Мастер спорта Украины по дзюдо[4].
- С 2008 года является Президентом Ассоциации пляжного волейбола Киева и был участником украинского шоу «Танцы со звездами» (укр. «Танці з Зірками»).